# Radziejowice
Radziejowice is een dorp in het Poolse woiwodschap Mazovië, in het district Żyrardowski. De plaats maakt deel uit van de gemeente Radziejowice.

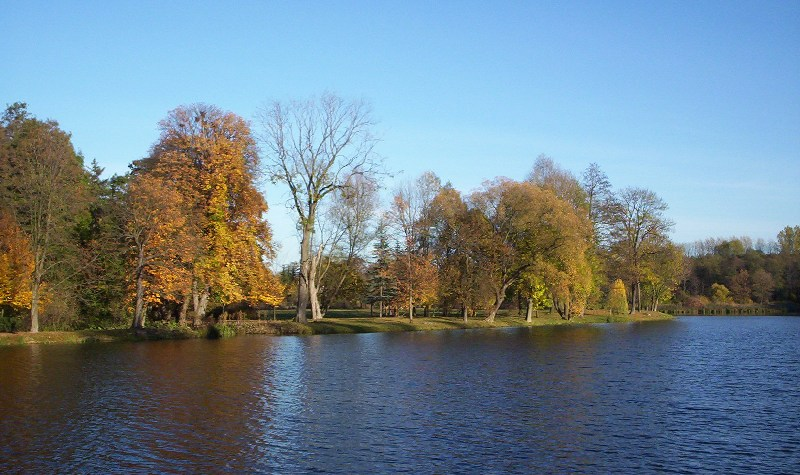
Park